# والتر أ. وود
والتر أ. وود هو سياسي أمريكي، ولد في 23 أكتوبر 1815، وتوفي في 15 يناير 1892 في هوسيك في الولايات المتحدة. نشط حزبياً في الحزب الجمهوري. وقد انتخب عضو مجلس النواب الأمريكي ‏.